# Нимейер, Август Герман
Август Герман Нимейер (нем. August Hermann Niemeyer; 1 сентября 1754, Галле — 7 июля 1828, Глауха) — германский богослов, учёный-педагог, либреттист, поэт, духовный писатель, автор религиозных гимнов, прусский чиновник в сфере образования. Оставил педагогическое, богословское и поэтическое наследие.
Окончил Педагогиум в Галле и в 1771—1777 годах учился в высшей семинарии. 18 апреля 1777 года получил степень доктора богословия.
Свою карьеру начал в 1777 году в качестве преподавателя богословия в Университете Галле, с 1784 года преподавал там в звании профессора. Позже основал и возглавил педагогический институт университета и впоследствии был назначен там канцлером и ректором. Кроме того, являлся директором Социальных учреждений Франке.
В 1785 году стал содиректором Педагогиума и интерната при нём, в 1787 году директором богословской семинарии, в 1792 году консисториалратом, в 1804 году оберконсисториалратом и членом Берлинской высшей школьной коллегии. В 1807 году был отправлен в качестве заложника во Францию (период Наполеоновских войн), но по возвращении в 1808 году назначен членом парламента королевства Вестфалии, также канцлером и пожизненным ректором Университета Галле. Пост канцлера сохранил даже при прусском правлении (с 1814 года), которое в 1816 году назначило его членом консистории Магдебурга. Скончался в Галле и был похоронен на кладбище Штадтготтесакер (нем. Stadtgottesacker).
Наиболее известные педагогические труды его авторства: «Grnudsatzo der Erziehung und des Unterrichts» (1796), «Leitfaden der Pädagogik und Didaktik» (1802), «Lehrbuch für d. obern Religionsklassen in Gelehrtenschulen». Богословские работы: «Charakteristik der Bibel» (1795). «Handbuch fur chrislliche Religionstehrer». Поэтические произведения: «Gedichte und Oden» (1778), «Religiöse Gedichte» (1814), «Geistliche Lieder, Oratorien und vermischte Gedichte» (1818).